# تشيلسي بيتش أونرز

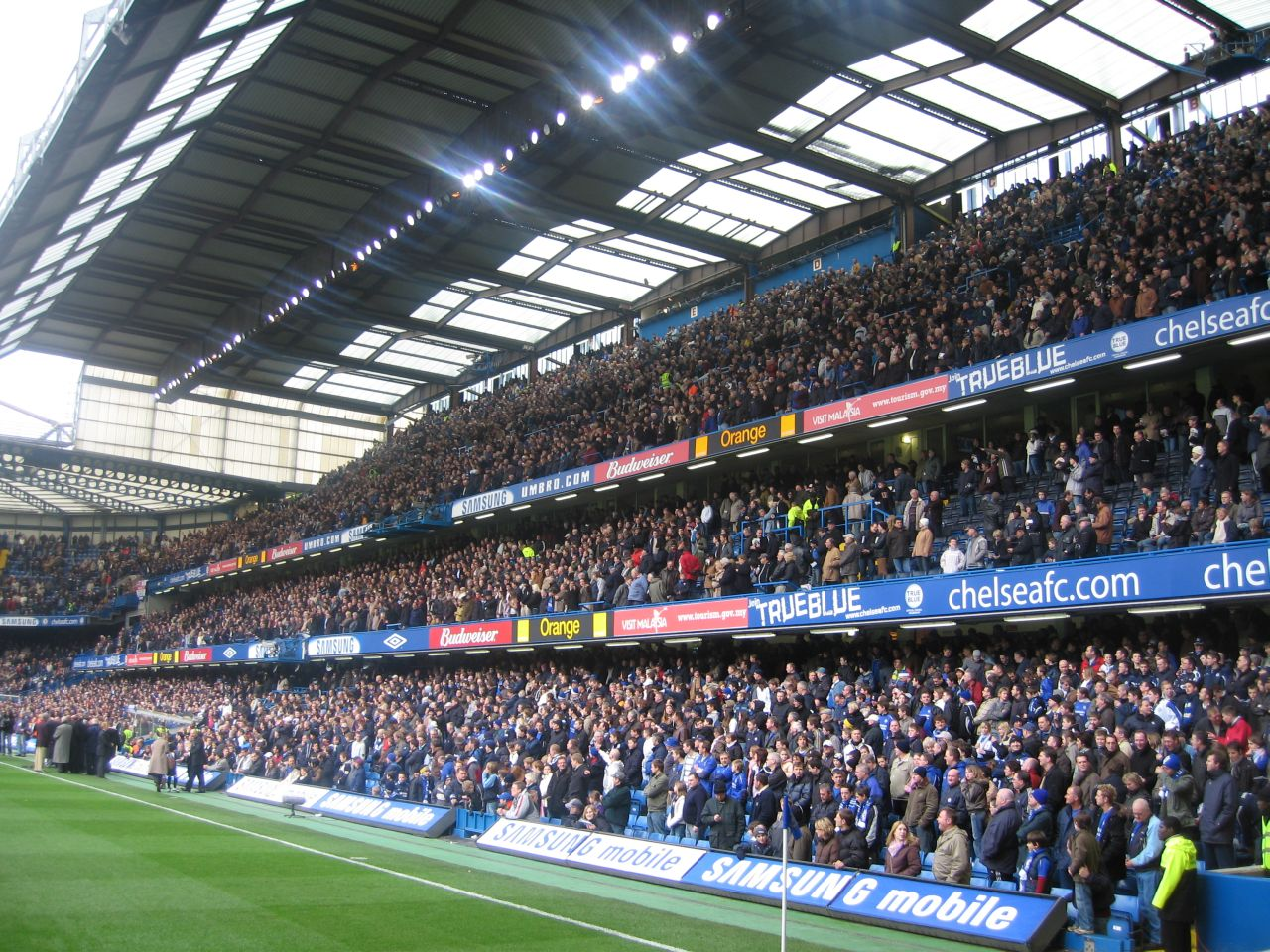

تشيلسي بيتش أونرز (بالإنجليزية: Chelsea Pitch Owners)‏ هي منظمة غير ربحية تمتلك ملعب ستامفورد بريدج و تمتلك حقوق التسمية لنادي تشلسي.
اشترت شركة تشيلسي بيتش أونرز ملعب ستامفورد بريدج في تسعينيات القرن الماضي و تحديداً في سنة 1993.